# Satélite artificial
Satélite artificial é qualquer corpo feito pelo ser humano e colocado em órbita ao redor da Terra ou de qualquer outro corpo celeste. Até hoje já foram efetuados milhares de lançamentos desses corpos ao espaço, mas a maioria já está desativada. Quando ocorrem falhas no lançamento ou no próprio satélite, partes dos mesmos podem ficar orbitando o planeta por tempo indefinido, formando o lixo espacial. Tecnicamente, esses objetos também são satélites, embora o termo por si só seja usado para se referir ao aparelho que foi colocado em órbita para exercer uma função específica.
As primeiras ideias sobre satélites surgiram no século XVIII com as teorias sobre gravitação de Isaac Newton. No século seguinte diversos escritores de ficção científica propunham novos conceitos sobre satélites, até que os cientistas perceberam a real possibilidade e utilidade de tais corpos em órbita. Com base em diversos estudos e testes, foi lançado pelos soviéticos em 1957 o primeiro satélite artificial da história, o Sputnik 1, o que, em tempos de Guerra Fria, marcou o início da corrida espacial. Desde então foram lançados milhares de satélites de diversos tipos: satélites de comunicações, astronômicos, militares, meteorológicos, entre outros.
Apesar dos satélites terem as mais variadas funções, geralmente eles possuem partes em comum. Todos precisam de energia, por isso a maioria conta com painéis solares e também antenas para comunicação, através das quais é feita a emissão e recepção de dados. Grande parte dos satélites operacionais em órbita são destinados a telecomunicações, por meio da transmissão de sinal de TV, rádio, ligações telefônicas e outros serviços. A principal vantagem da utilização dos satélites é a cobertura global que podem oferecer.
Dependendo da função, os satélites são colocados em órbitas de diferentes altitudes e formatos. Os satélites de comunicação, por exemplo, encontram-se principalmente na órbita geoestacionária, a uma altitude de cerca de trinta e seis mil quilômetros, enquanto satélites que fotografam a superfície do planeta ficam entre cem e duzentos quilômetros acima da superfície. Por vezes é possível observar um satélite a olho nu quando este reflete a luz solar, o que faz com que pareça uma estrela vista da Terra. A Lua e alguns de vários planetas do sistema solar possuem satélites artificiais em órbita, enviados para estudar as características físicas dos corpos destes.

## Ciclo de uso dos satélites

### Montagem

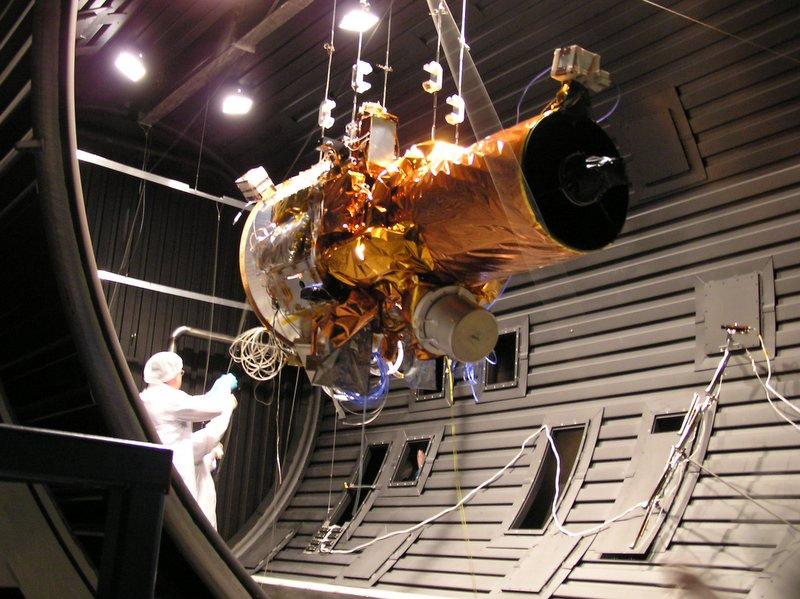
Preparação para um teste térmico de um satélite

Todo satélite carrega instrumentos especiais para executar sua função no espaço. Um satélite de observação do universo, por exemplo, carrega um telescópio. Além desses instrumentos específicos, todos os satélites têm subsistemas básicos, ou seja, grupos de aparelhos que fazem os instrumentos trabalharem juntos e manter o satélite em funcionamento. Um exemplo importante é o subsistema de energia, responsável por distribuir a energia captada nos painéis solares e transformada em energia elétrica para todos os outros sistemas. Entretanto, cada sistema é criado, montado e testado individualmente. Depois de concluídos os testes, cada um é instalado no satélite de uma vez até que se complete a montagem e todos os sistemas estejam integrados. Posteriormente, o satélite é submetido a testes em condições que reproduzem àquelas a que se encontrarão no espaço. Somente depois de passar por todos os testes rigorosos estabelecidos é que o satélite pode ser lançado.

### Lançamento

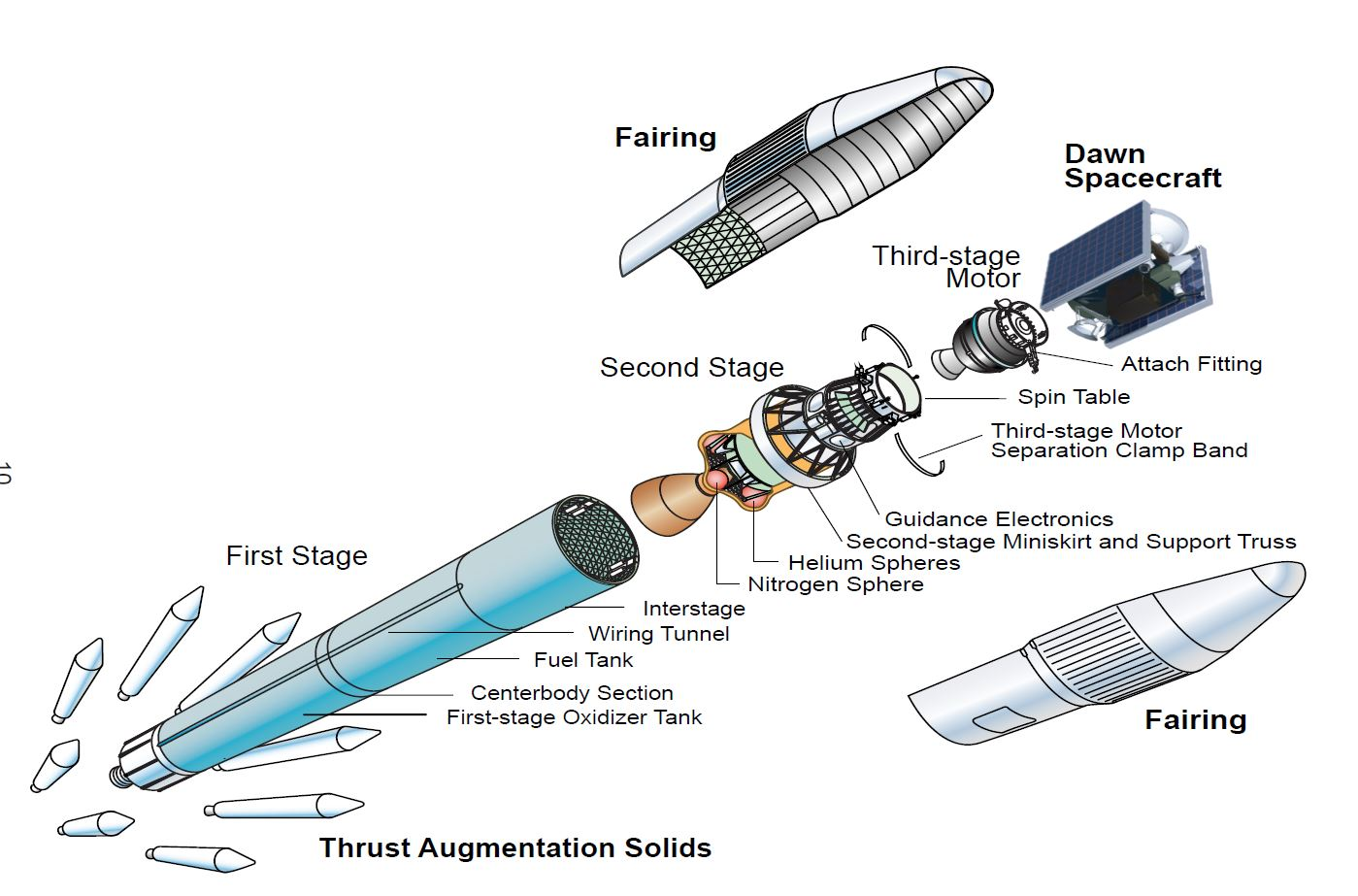
Estágios do SLD (sistema de lançamento descartável) Delta II

Os satélites são colocados em órbita por meio de foguetes e naves espaciais (que são chamados de veículos de lançamento), lançados de diversos centros de lançamentos localizados em diversos países. Os veículos de lançamento podem utilizar combustíveis sólidos ou líquidos. Os foguetes podem carregar até três ou quatro satélites de uma só vez.
Geralmente os foguetes multiestágios possuem três estágios que vão se separando até que se chegue ao espaço. O primeiro estágio contém o combustível necessário para que o foguete e o satélite, que pesam centenas de toneladas, cheguem ao espaço. Quando essa primeira etapa é concluída, essa parte do foguete é desprendida e geralmente cai no oceano ou em um deserto, dependendo da área em que foi lançada. Imediatamente o segundo estágio, que é um foguete menor, começa a queimar seu combustível para que se chegue à órbita desejada em torno da Terra. Quando o combustível acaba, esta parte também é liberada e cai na Terra. Por fim o terceiro estágio contém uma espécie de cápsula onde está o satélite. Uma vez atingida a órbita necessária, essa cápsula libera o satélite que abre seus painéis solares e suas antenas e começa a executar a função para qual foi criado.
A localização do centro de lançamento é um fator essencial na escolha do local de lançamento. Quanto mais próximo o centro de lançamento estiver da linha do Equador, maior será o "impulso" dado quando o foguete seguir no mesmo sentido da rotação do planeta. O movimento do planeta fornece aos foguetes uma velocidade adicional (que no Equador é de cerca de 1 660 quilômetros por hora), permitindo assim a economia de combustível. Por isso os países que vão construir tais centros procuram fazê-los nas menores latitudes possíveis, ou seja, mais próximo do Equador. O centro de lançamento de Cabo Canaveral, por exemplo, fica no extremo sul dos Estados Unidos, enquanto o Centro Espacial de Kourou, na Guiana Francesa, e o Centro de Lançamento de Alcântara, no Brasil, ficam mais próximos ao paralelo. Por motivos de segurança, os centros de lançamento devem estar localizados em áreas pouco habitadas, por causa da queda dos estágios do foguete que são liberados durante o lançamento; por isso, os locais mais utilizados para colocar satélites em órbita estão localizados próximo ao oceano ou em desertos pouco habitados.
Apesar de mais de quarenta países possuírem satélites em órbita, somente nove deles possuem capacidade de lançamento. São estes Rússia, Estados Unidos, China, França, Índia, Japão, Coreia do Norte, Israel e Irão, por serem os únicos com tecnologias próprias para colocar satélites em órbita. Os principais motivos disso são as dificuldades técnicas e financeiras. Outros países como Coreia do Sul possuem projetos avançados para lançar seus próprios satélites, mas ainda não o fizeram ou tiveram problemas em tentativas. A colocação de satélites em órbita também tem uma importância comercial, enquanto países como China e Índia concorrem com os Estados Unidos com lançamentos mais baratos e tecnologia avançada, procurando se tornarem novas superpotências espaciais.
Em 28 de fevereiro de 2021, o Brasil lançou o seu primeiro satélite, o Amazonia-1. Apesar de a pesquisa e desenvolvimento terem sido totalmente feitos pelo país, ele não possui tecnologia para lançamento de foguetes e precisou que o satélite fosse lançado pela Índia, no Centro Espacial de Satish Dhawan.

### Em órbita

Experimento mental de Newton, onde o canhão lança vários projéteis com velocidades diferentes. (em A e B, o objeto cai na superfície, em C ele descreve uma órbita circular, em D ele descreve uma órbita elíptica e em E ele escapa da influência gravitacional da Terra

Para explicar o movimento dos satélites é preciso fazer o experimento mental que Isaac Newton fez no século XVIII. Newton imaginou um canhão no topo de uma montanha apontado na direção paralela à superfície da Terra. Ignorando-se o efeito da atmosfera, o projétil iria até uma certa distância e depois cairia na Terra. Lançando-se o mesmo projétil com velocidade maior, ele cairia a uma distância maior. Aumentando-se cada vez mais a velocidade do projétil, chegaria um ponto em que o projétil já não mais atingiria a superfície do planeta, e descreveria uma órbita circular. Mas isso não significa que a gravidade não está agindo, pois é ela que faz a trajetória ser curva (diz-se que o projétil está em contínua queda livre). Em outras palavras, a gravidade da Terra faz com que a trajetória seja curva e, se a velocidade for suficiente, esta curva nunca atinge a superfície do planeta. Se a velocidade do projétil for ainda maior, ele passará a descrever uma órbita elíptica e, se a velocidade for ainda maior, o projétil escapa da influência da gravidade do planeta.
O cientista alemão Johannes Kepler formulou, no século XVII, as três leis do movimento planetário (Leis de Kepler). A primeira lei, que diz que todos os planetas orbitam o Sol numa trajetória elíptica, sendo que o Sol se localiza em um dos focos dessa elipse, pode ser aplicada aos satélites sendo que o planeta ocupa um dos focos dessa elipse. A segunda lei que diz que uma linha imaginária feita do centro do Sol ao centro do planeta varre áreas iguais em intervalos de tempo iguais é também aplicada aos satélites artificiais, pois no perigeu a velocidade do satélite é maior e no apogeu a velocidade é menor. E por fim, a terceira lei de Kepler, que afirma que a razão entre os quadrados dos períodos dos planetas é igual à razão dos cubos das distâncias médias ao Sol é obedecida pelos satélites que orbitam planetas ou qualquer objeto celeste.

### Elementos orbitais
Para se determinar a órbita de um satélite, pelo menos sete elementos orbitais são necessários. Esses números são chamados elementos orbitais do satélite, ou elementos Keplerianos. Por meio desses dados define-se uma elipse, sua orientação em relação à Terra e define a posição do satélite num dado instante de tempo. No modelo Kepleriano, as órbitas são elipses de forma e orientação constante, estando a Terra em um de seus focos. Mas no mundo real as coisas são diferentes, e os satélites estão sujeitos a fatores que alteram sua órbita, como a variação do campo gravitacional (pois a Terra não é uma esfera perfeita) e o arrasto causado pela atmosfera.
| Época                                | Simplesmente um instante de tempo                                          |
| Semieixo maior (a)                   | Define o tamanho da órbita                                                 |
| Excentricidade orbital (e)           | Define a forma da órbita                                                   |
| Inclinação (i)                       | Define a orientação da órbita em relação ao Equador.                       |
| Argumento do perigeu (ω)             | Define o ponto em relação ao Equador terrestre no qual o perigeu acontece. |
| Ascensão reta do nodo ascendente (Ω) | Define o ponto onde a órbita do satélite cruza com o plano do Equador.     |
| Anomalia média/verdadeira (ν)        | Define a posição do satélite em sua órbita em relação ao perigeu.          |

### Perturbações e manutenção em órbita
Existem diversas forças e fatores que alteram a órbita de um satélite e para que o mesmo continue exercendo suas funções normais, é necessária a correção da trajetória. Alguns motivos de perturbação são causados por forças gravitacionais. A Terra não é uma esfera perfeita (na verdade o planeta tem um formato geoide) e por isso a aceleração gravitacional pode ser ligeiramente maior em algumas regiões e um pouco menor em outras, o que altera a trajetória do corpo que está orbitando o planeta. Outros corpos, como o sol e a lua também exercem influência gravitacional sobre os satélites, fazendo com que se desviem de suas órbitas originais, dando origem ao efeito do terceiro corpo.
Outros fatores que não são de origem gravitacional devem ser considerados quando um satélite é colocado em órbita. O principal deles é o arrasto causado pela atmosfera terrestre, que é causado pela colisão dos satélites com as moléculas do ar, que faz com que o primeiro perca velocidade e, consequentemente, altitude. Esse efeito acontece principalmente sobre os satélites da órbita terrestre baixa, onde a densidade da atmosfera e a velocidade do corpo que orbita o planeta é maior. A radiação eletromagnética emitida pelo sol dá origem a um efeito chamado de pressão de radiação, que consiste na força que a incidência dessas ondas exercem sobre um corpo, e essa força dá origem a um movimento que desvia o satélite de sua órbita original. A intensidade dessa força é diretamente proporcional a área e inversamente proporcional ao peso do satélite, por isso, satélites maiores e mais leves são mais afetados por esse efeito (ver: Satélite miniaturizado).
Outra razão para alterar a trajetória da órbita de um satélite são os destroços espaciais. A colisão entre satélites de 2009, por exemplo, liberou pelo menos 2 500 peças no espaço, que se juntaram aos mais de dezoito mil objetos que estão em órbita e são monitorados constantemente, para evitar uma nova colisão que causaria a liberação de ainda mais destroços espaciais. As manobras geralmente são feitas com propulsores nos satélites, cujo principal propelente utilizado é a hidrazina, que os direcionam de volta à orbita pretendida ou para uma nova, conforme os comandos recebido das centrais de controle. Essas manobras acontecem seguindo-se dois eixos principais de referência. O primeiro deles são as manobras perpendiculares ao plano orbital, que são utilizadas para mudar a inclinação da órbita e o segundo são as manobras realizadas no plano orbital, que acelera ou desacelera o satélite, colocando-o numa órbita mais alta ou mais baixa, respectivamente.

### Rota no solo

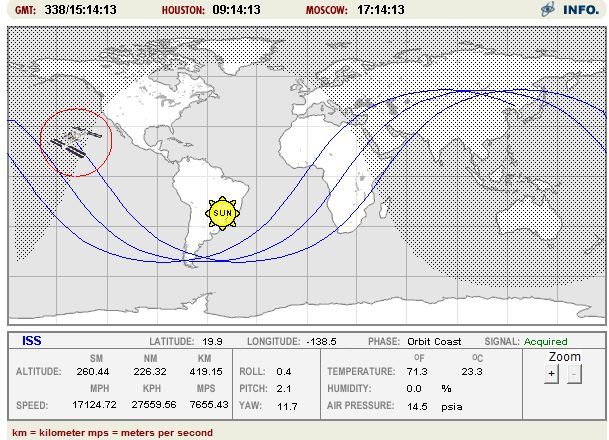
Projeção da rota da Estação Espacial Internacional sobre um mapa com a projeção de Mercator

A projeção da órbita de um satélite na superfície da Terra é chamada rota no solo. Num dado instante de tempo imagina-se uma linha que liga o centro do planeta ao satélite. Quando essa linha intercepta a superfície esférica da Terra, encontra-se um ponto dessa rota, que pode ser definido a partir de uma latitude e de uma longitude. Enquanto o satélite se move, o traço formado pelo conjunto desses pontos forma uma rota no solo. Os satélites da órbita terrestre baixa (como a Estação Espacial Internacional), por exemplo, atingem uma latitude máxima e mínima enquanto orbitam o planeta, e por isso a curva formada por um desses satélites lembra uma curva senoidal quando feita sobre um mapa com a projeção de Mercator.

### Fim das operações
Quando um satélite deixa de executar suas funções, ele deve ser retirado de órbita ou colocado em uma órbita que não ofereça riscos a outros satélites. Para satélites na órbita terrestre baixa, o satélite deve ser colocado em uma órbita que com o arrasto causado pela atmosfera, faça com que o satélite caia na Terra antes de 25 anos. Geralmente durante a reentrada atmosférica o satélite explode, e o risco de uma peça atingir um ser humano é menor do que um em 10 000. Outra opção é colocar o satélite numa órbita destinada a satélites que já não operam mais. Foram estabelecidas quatro órbitas para essa função que ficam em altitudes menos utilizadas por outros satélites.

## Tipos de órbitas

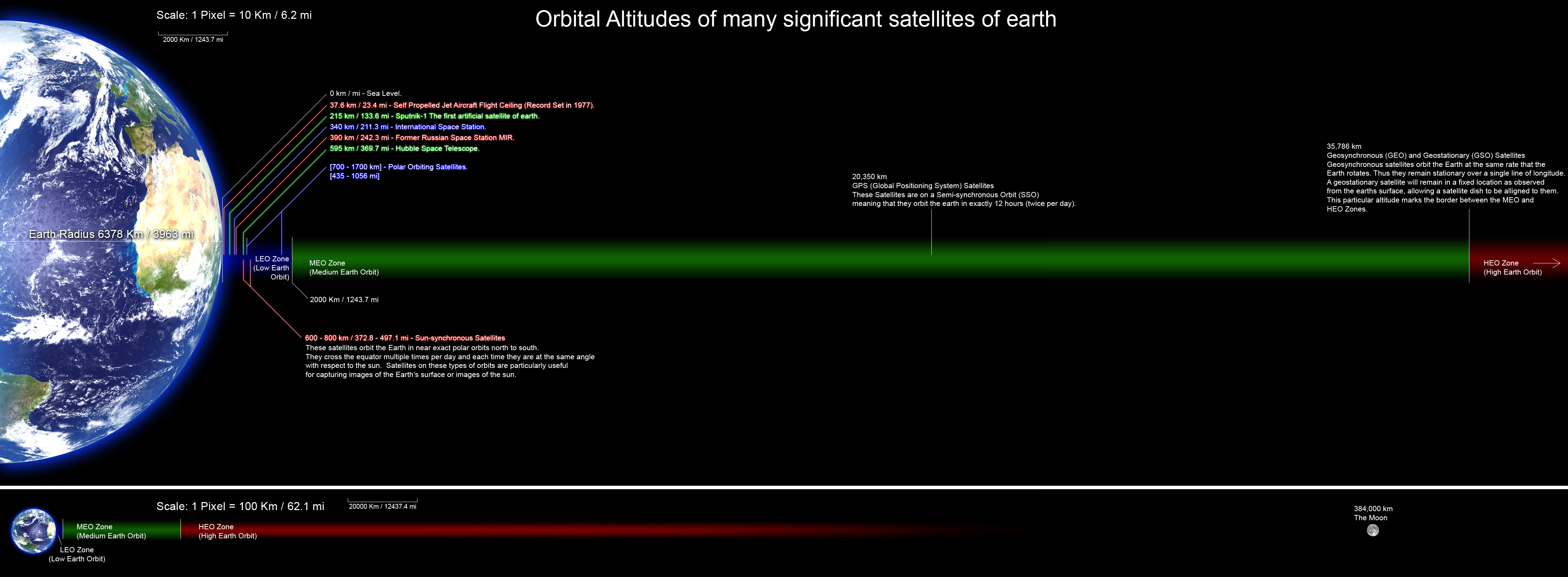
Altitudes orbitais e principais satélites

Existem diferentes órbitas possíveis em torno da Terra que são mais favoráveis para determinados tipos de satélites. Existem órbitas que criam a ilusão que o satélite está pairando sobre um mesmo ponto sobre a Terra, enquanto outros circulam o planeta passando sobre diversos lugares todo dia. É importante lembrar que quanto mais distante a órbita estiver da Terra, mais devagar é o movimento do satélite e, portanto, maior é o seu período orbital. Existem diferentes formas de classificação, de acordo com diversos fatores como a excentricidade, altitude e inclinação, entre outros, mas as órbitas podem ser divididas em três tipos básicos, as órbitas terrestres alta, média e baixa.

### Órbita terrestre alta

Animação de uma órbita geoestacionária

Quando um satélite atinge exatamente 42 164 quilômetros em relação ao centro da Terra (cerca de 36 mil quilômetros de altitude em relação à superfície), o seu período orbital é o mesmo período de rotação da Terra e por isso essa órbita é chamada de geossíncrona. Essa órbita geralmente tem inclinação e excentricidade diferentes de zero. Mas quando essa órbita está diretamente sobre o Equador terrestre, com inclinação e excentricidade igual a zero, é chamada de órbita geoestacionária, porque um satélite colocado nessa posição parece pairar, não tendo um movimento aparente quando visto da Terra. Os satélites meteorológicos estão geralmente localizados nessas órbitas, de onde se tem uma visão constante da mesma área, que também é bastante utilizada nas comunicações.
As órbitas terrestres altas são aquelas com altitude superior à altitude das órbitas geoestacionárias. Os satélites colocados nessa altitude geralmente possuem instrumentos científicos que tiram fotografias do Sol e monitoram o campo magnético e os níveis de radiação ao seu redor. Existem cinco pontos no espaço onde a atração gravitacional da Terra é igual a atração gravitacional do Sol, chamados de pontos de Lagrange. Entretanto somente dois desses pontos são favoráveis para colocação de satélites, pois mesmo se forem perturbados, tendem a voltar a sua posição inicial. O SOHO é um exemplo de observador solar localizado num ponto de Lagrange entre nosso planeta e o Sol, a cerca de 1,5 milhões de quilômetros da Terra.

### Órbita terrestre média

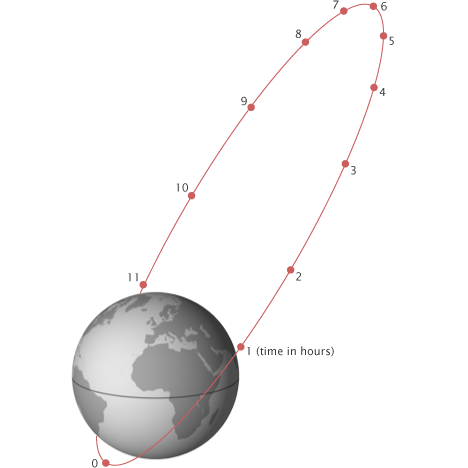
Uma órbita Molniya

Como estão mais próximos da Terra, levam menos de 24 horas para completar seus períodos orbitais. Existem dois tipos de órbitas notáveis nessa altitude. A primeira é a órbita semissíncrona, uma órbita praticamente circular a uma altitude de 20 200 quilômetros da superfície na qual o satélite leva doze horas para completar uma revolução. Por isso, a cada 24 horas o satélite passa sobre o mesmo ponto no Equador duas vezes. As órbitas dos satélites dos sistemas de navegação por satélite do Sistema de Posicionamento Global (GPS, EUA), GLONASS (Rússia), BeiDou (China) e Galileo (União Europeia), são desse tipo. O segundo tipo de órbita importante é a órbita Molniya, que foi criada pelos russos e é utilizada para observação das altas latitudes. As órbitas geoestacionárias estão localizadas sobre o Equador e por isso as latitudes altas tanto do hemisfério norte quanto do hemisfério sul ficam em desvantagem. Por isso a órbita Molniya é melhor para transpor esse obstáculo. Esse tipo de órbita é altamente excêntrico e quando passa muito perto da Terra sua velocidade é relativamente alta. Quando ele vai se afastando, a velocidade diminui até que ele atinge o ponto mais distante da Terra. Nessa órbita os satélites levam doze horas para dar uma volta completa ao redor da Terra, mas mais de dois terços desse tempo ele passa sobre um mesmo hemisfério, sendo, por isso utilizada nas comunicações entre localidades muito ao norte e muito ao sul.

### Órbita terrestre baixa
Uma órbita terrestre baixa é aquela cuja altura é inferior a mil quilômetros de altitude, onde se encontram diversos tipos de satélite. Quando a inclinação da órbita do satélite é alta, eles passam sobre as regiões polares, por isso essas órbitas são chamadas órbitas polares. Geralmente localizadas até 2 000 km de altitude, esse tipo de órbita permite que o satélite tenha uma área de cobertura praticamente total sobre a superfície do planeta, já que executa várias translações por dia.

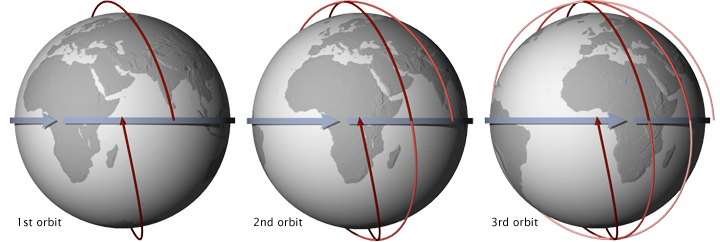
Órbita heliosíncrona

Existe um tipo de órbita chamada órbita heliossíncrona, na qual um satélite sempre cruza a linha do Equador no mesmo horário, ou seja, a posição do sol em relação ao satélite é a mesma. Por exemplo, o satélite Terra da NASA, que está numa órbita heliossíncrona, cruza o Equador sobre o Brasil às 10h30 da manhã. Quando o satélite completar seu período de 99 minutos, atravessará a linha do Equador novamente sobre a Colômbia ou Equador, onde será também 10h30 no horário local, e assim sucessivamente. Esse tipo de satélite é importante para a ciência porque o ângulo do sol na superfície é sempre o mesmo, apenas varia com as mudanças das estações. Isso permite que cientistas possam comparar imagens de uma mesma área de uma mesma estação por vários anos sem a variação de luminosidade do Sol, que poderia criar ilusões de mudança.

## História

### Primeiras concepções

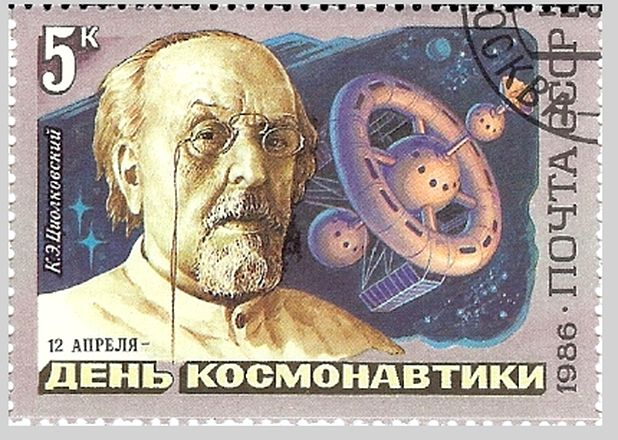
Selo soviético mostrando o cientista Konstantin Tsiolkovsky, em comemoração ao dia do cosmonauta

As primeiras ideias em colocar corpos em órbita foram do inglês Isaac Newton, que, em 1729, publicou um livro contendo ideias de como lançar um satélite em órbita, por meio do experimento mental de um canhão no alto de uma montanha. Acredita-se o escritor americano Edward Everett Hale tenha sido o primeiro  a propor o conceito de satélite artificial em 1899 no livro A lua de tijolos (The Brick Moon). O escritor francês Júlio Verne publicou o livro De la Terre à la Lune (1865) e sua sequência Autour de la Lune (1869), que descrevem uma missão tripulada no satélite natural da Terra, cujo transporte seria feito pelo canhão Columbíade.
Essa obra, mesmo sendo de ficção científica, possui muitos detalhes técnicos que, inclusive, revelam semelhanças com a missão Apollo 11 em 1969. O autor inglês H. G. Wells publicou o livro em 1901, Os primeiros homens na Lua (The First Men in the Moon), que introduziu o conceito de utilização de satélites em órbita polar para comunicação. Em 1903 o físico russo Konstantin Tsiolkovsky publicou teorias possíveis de ser aplicadas para colocar foguetes em órbita, além de realizar cálculos das velocidades necessárias para colocar satélites em órbita. Alguns anos depois, em 1914, o inventor americano Robert Goddard patenteou o primeiro projeto de um foguete de combustão  (ver: História dos foguetes).
Daí em diante as especulações em relação ao lançamento de foguetes e satélites só aumentavam. Em 1923, por exemplo, o cientista romeno Herman Oberth publicou artigos indicando a utilidade prática de estações espaciais na órbita da Terra. Em 1946 as Forças Armadas dos Estados Unidos criaram um projeto para lançar uma nave espacial em órbita da Terra, o qual foi o primeiro projeto "compreensível" e que de fato poderia dar certo. Em 1955 já se discutia o lançamento de satélites "repetidores" ativos e passivos para comunicação global.

### Os primeiros satélites

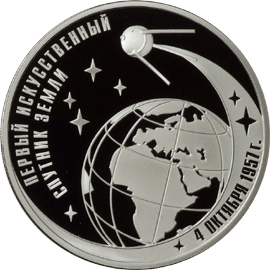
Moeda comemorativa russa, de 2007, pelos 50 anos do lançamento do Sputnik 1, o primeiro satélite artificial

A história do primeiro satélite começou em 1952 quando o Conselho Internacional de Uniões Científicas estabeleceu que entre julho de 1957 e dezembro de 1958 seria o Ano Internacional da Geofísica no qual os cientistas queriam lançar satélites para mapear a superfície terrestre. Em 1955, o governo americano tinha planos para lançar um satélite e solicitou a institutos de pesquisa para colaborar no desenvolvimento do projeto. Em 4 de outubro de 1957, entretanto, foi colocado em órbita, pela União Soviética, o primeiro satélite artificial, o Sputnik 1, que tinha 58 centímetros de diâmetro e pesava 83,6 quilos e que levou 98 minutos para ser colocado em uma órbita elíptica ao redor da Terra. Esse fato marcou o início da corrida espacial entre a União Soviética e os Estados Unidos (ver: Crise do Sputnik). Como um impressionante feito científico, o fato chamou a atenção do mundo todo, principalmente dos Estados Unidos, onde temia-se a capacidade dos soviéticos de lançarem também mísseis balísticos. No dia 3 de novembro os soviéticos surpreenderam mais uma vez, com o lançamento do Sputnik 2, desta vez com o primeiro ser vivo a orbitar a Terra, a cadela Laika (ver: Cães do programa espacial soviético e Animais no espaço).
Como resposta, o Departamento de Defesa dos Estados Unidos aprovou o financiamento para o desenvolvimento de outro projeto para colocar um satélite em órbita, iniciando assim o Programa Explorer, por meio do qual foi colocado em órbita o primeiro satélite artificial americano, o Explorer I, em 31 de janeiro de 1958. Este satélite carregava uma série de instrumentos científicos que permitiram a descoberta do cinturão de radiação que existem em torno da Terra, chamado de cinturão de Van Allen.

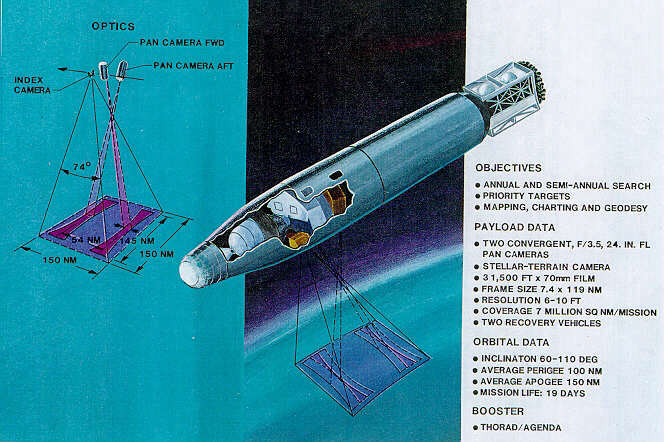
Satélite de reconhecimento Corona KH-4b

Em tempos de Guerra Fria era necessária a utilização do espaço para observar o território inimigo. Para isso foi criado o programa Sistema Militar de Satélites que posteriormente foi dividido em três programas separados: o programa "Discoverer", o SAMOS (sigla em inglês que significa Sistema de Observação de Satélites e Mísseis) e o MIDAS (que significa Sistema de Alarme de Defesa contra Mísseis). Os dois primeiros programas eram responsáveis por fazer o reconhecimento fotográfico dos países inimigos. No programa Discover foram feitos 38 lançamentos diversas conquistas tecnológicas foram alcançadas, como a estabilização das órbitas e as manobras feitas com comandos vindos da Terra. Esses satélites gravavam o território inimigo e ejetavam uma cápsula com as gravações que voltava à Terra e eram recuperadas, o que deu inicio a era do reconhecimento via satélite. O programa Discoverer acabou oficialmente em 1962, mas na verdade continuou acontecendo, só que com outro nome, Corona, por meio do qual foram feitos mais de 145 satélites. O programa SAMOS tinha basicamente a mesma função que o Discoverer, mas a diferença estava na forma de transmissão de dados. Nesses satélites, as imagens obtidas seriam transmitidas eletronicamente. Entretanto, o projeto durou pouco, porque a tecnologia ainda não era avançada o suficiente para fazer a transmissão correta das imagens. E por fim, o programa MIDAS tinha o objetivo de desenvolver satélites com sensores infravermelhos que permitiriam rastrear mísseis e testes nucleares. Depois de muitas falhas no lançamento, o programa permitiu a detecção de diversos mísseis soviéticos. No ano de 1966, foram detectados pelo programa 139 lançamentos de mísseis americanos e soviéticos. O último satélite foi lançado no mesmo ano, marcando o fim da missão.

### A consolidação como meio de comunicação

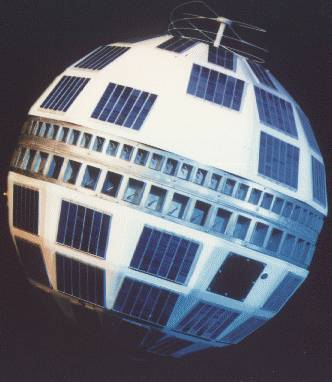
Telstar 1

Após o lançamento do Sputnik, começou a considerar-se os benefícios e lucros possíveis com o uso de satélites para comunicação. Em 1958, o satélite americano SCORE (que significa Equipamento de Retransmissão do Sinal de Comunicação) foi o primeiro a transmitir uma mensagem de volta para a Terra, que foi um discurso de "Paz na Terra, benevolência para o homem" por causa das comemorações de Natal daquele ano. Neste mesmo ano, inclusive, foi criada a NASA (Administração Nacional da Aeronáutica e do Espaço). A NASA criava projetos de satélites que somente "refletiriam" os sinais de comunicação, enquanto o Departamento de Defesa do país era responsável por criar satélites "ativos", que amplificariam o sinal recebido, o que daria muito mais qualidade nas comunicações. Em 1960, a empresa americana AT&T (abreviação em inglês para American Telephone and Telegraph)  pediu permissão para lançar um satélite experimental e em contrapartida, outra empresa, a Radio Corporation of America (RCA) também tinha projetos para colocar satélites em órbita. A primeira empresa saiu-se na frente e lançou, com o apoio da NASA, o Telstar 1 em 1962, que permitiu a transmissão de ligações telefônicas e de dados entre a Europa e a América do Norte. O satélite permitiu, ainda, a transmissão pela primeira vez do sinal de televisão para os dois continentes. Posteriormente foram lançados outros satélites Telstar mas apesar de ter tido uma vida útil de somente quatro meses, o primeiro Telstar continua orbitando a Terra até hoje.
Em 1962, o primeiro satélite feito com uma cooperação internacional entre Reino Unido e Estados Unidos (o Ariel 1) foi colocado em órbita. No mesmo ano, ainda, foi lançado o primeiro satélite canadense, o Alouette I.Em 1963 foi criada pelo congresso americano a COMSAT (Corporação de Satélites de Comunicação) que visava fornecer serviços internacionais por meio de satélites e gerenciar os satélites americanos. Somente em 1964 foi colocado o primeiro satélite em órbita geoestacionária, o Syncom 3, um dos satélites que permitiu a transmissão das Olimpíadas de Tóquio em 1964. No mesmo ano, ainda, foi criada a Intelsat, um consórcio entre quinze países para utilização de satélites para comunicação, e no ano seguinte, o Intelsat I foi o primeiro satélite de comunicação em órbita geossícrona, que fez a primeira transmissão ao vivo entre Europa e América do Norte no ano seguinte.
A União Soviética também colocou em órbita, em 1965, os satélites Molniya, utilizados para comunicação, colocados em órbitas altamente elípticas. Em resposta a criação da Intelsat e da consequente dominação do mercado de comunicação de satélites mundial por países ocidentais, a União Soviética cria, juntamente com mais oito países socialistas, a Intersputnik em 1968. Enquanto isso, a Intelsat aumentava sua rede de satélites, o que possibilitou a transmissão simultânea para todo o mundo da alunissagem da Apollo 11 com três astronautas no dia 20 de julho de 1969. No mesmo ano, foi colocado em órbita o primeiro satélite alemão, o Azur (que em alemão significa "céu azul").

### Outros países entram na corrida
Em 1970 a China lançou seu primeiro satélite (Dong Fang Hong 1) em seu próprio foguete, assim como fez o Japão no mesmo ano, lançando o satélite científico Ōsumi. No ano seguinte o Reino Unido lançou um satélite por um foguete próprio, fazendo do país o sexto a ter um veículo de lançamento próprio (depois da União Soviética, EUA, França, Japão e China). Desde então, vários países entram na corrida espacial, lançando por meio de foguetes de outros países seus primeiros satélites, tal como fizeram a Países Baixos e a Espanha em 1974, a Índia no ano seguinte e a Indonésia em 1976. De 1978 a 1995 foi lançada uma "constelação de satélites" (24 ao todo) o que possibilitou a implementação do GPS (Sistema de posicionamento global). Para controlar o impressionante crescimento da indústria de comunicações por meio de satélite foi necessária a locação das frequências para a transmissão direta via satélite.
Na década de 1980, novas companhias surgiram e introduziram a transmissão 24 horas e quebraram o monopólio da indústria de satélites. Nesse período diversas empresas foram criadas (como a americana CNN) que utilizavam satélites para transmissão direta de diversos canais de notícias, esportes e entretenimento. No ano de 1985 foi lançado o primeiro satélite brasileiro e latino-americano, o BrasilSat A1, que foi feito para durar oito anos, mas permaneceu em serviço por dezessete. Outros países também lançaram seus satélites como a Bielorrússia (em 1981), o México e a Suécia (em 1986) e Israel (em 1988, com foguete próprio). Em 1986, os soviéticos construíram a primeira estação espacial permanente, a Mir, que durou por 13 anos. No final da década, houve uma revolução na comunicação europeia com o lançamento de satélites geoestacionários que transmitiam diretamente para os países do oeste do continente, sendo necessárias antenas menores para captar o sinal. Em 1990, o satélite Asiasat-1 apresentou um defeito nos propulsores e saiu de sua órbita original, até que uma nave espacial foi enviada para corrigir o defeito e, pela primeira vez, um satélite foi recolocado em órbita por outra nave. Esse mesmo satélite foi posteriormente comprado pela China, se tornando o primeiro satélite comercial do país.

Satélites em órbita por país

Desde então o lançamento de satélites ao espaço continua crescendo e países de todos os continentes possuem satélites artificiais em órbita, o que impulsiona o mercado de comunicações global. A Intelsat, que já possuía representantes de 143 países, foi privatizada numa votação unânime. Em 2009 ocorreu a primeira colisão registrada entre dois satélites (o russo Kosmos-2251 e o americano Iridium 33) que aconteceu a cerca de 800 quilômetros sobre a Sibéria, na Rússia. Até 2009 já foram mais de 4 900 lançamentos e somente seis por cento dos satélites que continuam em órbita estão em funcionamento. Muitas explosões e fragmentações aconteceram durante diversos lançamentos, o que resultou na formação de detritos espaciais. Existem mais de vinte mil objetos maiores que dez centímetros orbitando o planeta, seiscentos mil maiores que um centímetro e incríveis trezentos milhões maiores que um milímetro. A colisão desses objetos com naves espaciais e satélites pode causar danos irreparáveis e comprometer a segurança dos sistemas de controle.

## Anatomia

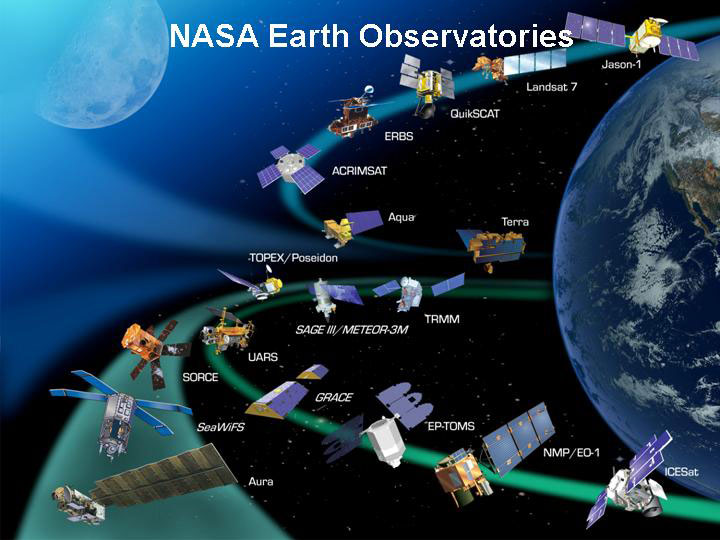
Apesar das mais variadas funções que podem exercer, os satélites possuem vários elementos em comum

Telescópio Espacial Hubble

Um satélite, apesar das mais diferentes funções e formas que pode ter, geralmente apresenta um conjunto de elementos essenciais em comum para o funcionamento, comunicação e manutenção em órbita. Todo satélite precisa ter um controle de posição, um corpo metálico que proteja os componentes, antenas para que ocorra a transmissão e recepção de dados, um sistema operacional que controle as funções do satélite e uma fonte de energia, que geralmente é obtida a partir do Sol.
O "controle da posição" é essencial para a manutenção das funções corretas de um satélite. Quando estão em órbita, eles não podem girar descontroladamente, por isso precisam ser estabilizados. Os satélites que tiram fotografias na superfície do planeta, por exemplo, não podem ter uma orientação qualquer, eles precisam apontar exatamente para onde se quer fotografar. Os instrumentos que fazem o reconhecimento da posição do satélite utilizam movimentos giroscópicos para manter o satélite estabilizado.
O "corpo" do satélite é a parte que contém todos os componentes e equipamentos científicos de um satélite. Essa parte do satélite pode ser composta de diversos materiais diferentes que devem oferecer proteção para os equipamentos desde o lançamento até o fim da operação do satélite. Entre os principais fatores levados em conta na escolha de um determinado material está o custo, o peso, a longevidade e a funcionalidade de acordo com satélites lançados anteriormente. A camada exterior do satélite costuma ser bem robusta, para proteger os instrumentos da colisão com pequenos meteoritos, lixo espacial e partículas eletricamente carregadas. Além disso, os materiais devem ser resistentes à radiação solar, já que, como estão no espaço, não contam com a proteção que a atmosfera da Terra oferece. A proteção térmica também deve ser eficiente, pois os instrumentos do satélite precisam de uma certa temperatura para operar corretamente.
Todos os satélites precisam ter alguma forma de comunicação com a Terra, pois eles precisam "receber instruções" e transmitir informações que coletam ou então retransmitir informações que vêm de outras partes do mundo ou de outro satélite. Geralmente essa comunicação é feita por meio de ondas de rádio que são enviadas e captadas por antenas, que podem ser de diversos tipos: a mais simples é formada somente por uma ou mais hastes metálicas compridas enquanto outras podem ter um formato parabólico ou uma montagem em forma de grade. Além disso, os satélites precisam de um mecanismo para armazenar e processar os dados coletados, além de controlar seus sistemas. Para isso existe o sistema de Telemetria, Rastreamento e Controle, que funciona como o cérebro do satélite.
Para operar, todo satélite precisa de uma fonte de energia, e a escolha leva em conta o custo, a durabilidade e a efetividade, já que um satélite precisa de muita energia para operar. A fonte de energia mais utilizada é a energia solar, coletada por meio de painéis, que precisam de ter uma área suficiente para gerar a quantidade suficiente de energia elétrica. Sua principal vantagem é ser uma energia renovável. Contudo, seu uso deve estar associado a uma bateria recarregável, pois quando o satélite entrar na sobra da Terra, as baterias previamente carregadas permitem que o satélite continue funcionando e quando ele voltar a receber luz solar, as baterias serão novamente carregadas. Uma outra opção é a utilização de energia nuclear. Entretanto, esse tipo de fonte de energia é utilizado somente em sondas espaciais, quando a enorme distância em relação ao Sol não permite a utilização da energia solar. Os principais motivos da não utilização da energia nuclear é o alto custo envolvido e os riscos elevados, já que no caso de uma explosão durante o lançamento, por exemplo, os compostos radioativos seriam dispersos na atmosfera e contaminariam imensas áreas.

## Tipos de satélites

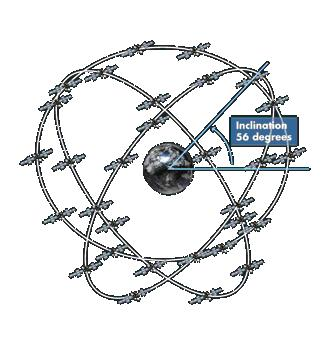
Constelação de satélites do sistema de navegação por satélite Galileo

- Satélites de comunicação são utilizados para a transmissão do sinal de rádio, televisão e telefone, além da comunicação entre aviões e navios por todo o mundo. Como as ondas eletromagnéticas viajam em linha reta, a curvatura da Terra não permite que duas regiões distantes do globo se comuniquem diretamente. Por isso, o sinal é transmitido para o satélite que o redireciona para outras regiões, permitindo, assim, a comunicação global. Geralmente esse tipo de satélite se encontra em órbita geoestacionária, a uma altitude de 35 700 quilômetros, o que permite que um mesmo satélite fique sobre uma mesma região durante o dia todo.[45] Para fazer a cobertura por satélite simultânea de praticamente todos os pontos do globo foi criado o conceito de "constelação de satélites", que formam uma espécie de rede que envolve todo o mundo. Existem basicamente dos tipos de constelação que fazem a transmissão da comunicação por voz (um exemplo é a empresa Iridium, que tem 66 satélites em órbita) e de dados (como a Teledesic, que possui 840 satélites operacionais).[46]

- Satélites meteorológicos têm como função principal fornecer dados e imagens que permitem monitorar e prever as condições meteorológicas do planeta. Existem basicamente dois tipos de satélites meteorológicos: os que se encontram em órbita geoestacionária e os que estão em órbita polar. Como estão muito distantes da Terra, os satélites geoestacionários são mais utilizados para tirar fotografias da movimentação das nuvens, o que permite prever a direção e velocidades de tempestades, frentes frias e furacões, por exemplo. Os satélites em órbitas polares passam sobre os polos norte e sul a cada revolução e se encontram bem mais perto da Terra em relação aos geoestacionários. Como estão mais próximos da superfície, podem monitorar sistemas de nuvens e tempestades (como supercélulas) com mais detalhes.[47] Existem também os satélites para estudo atmosférico que coletam dados da atmosfera superior e sua interação com o Sol. O primeiro satélite canadense, o Alouette também foi o primeiro satélite para estudo atmosférico. Desde então foram lançados vários satélites desse tipo, como o UARS pela NASA em 1991.[48][49]

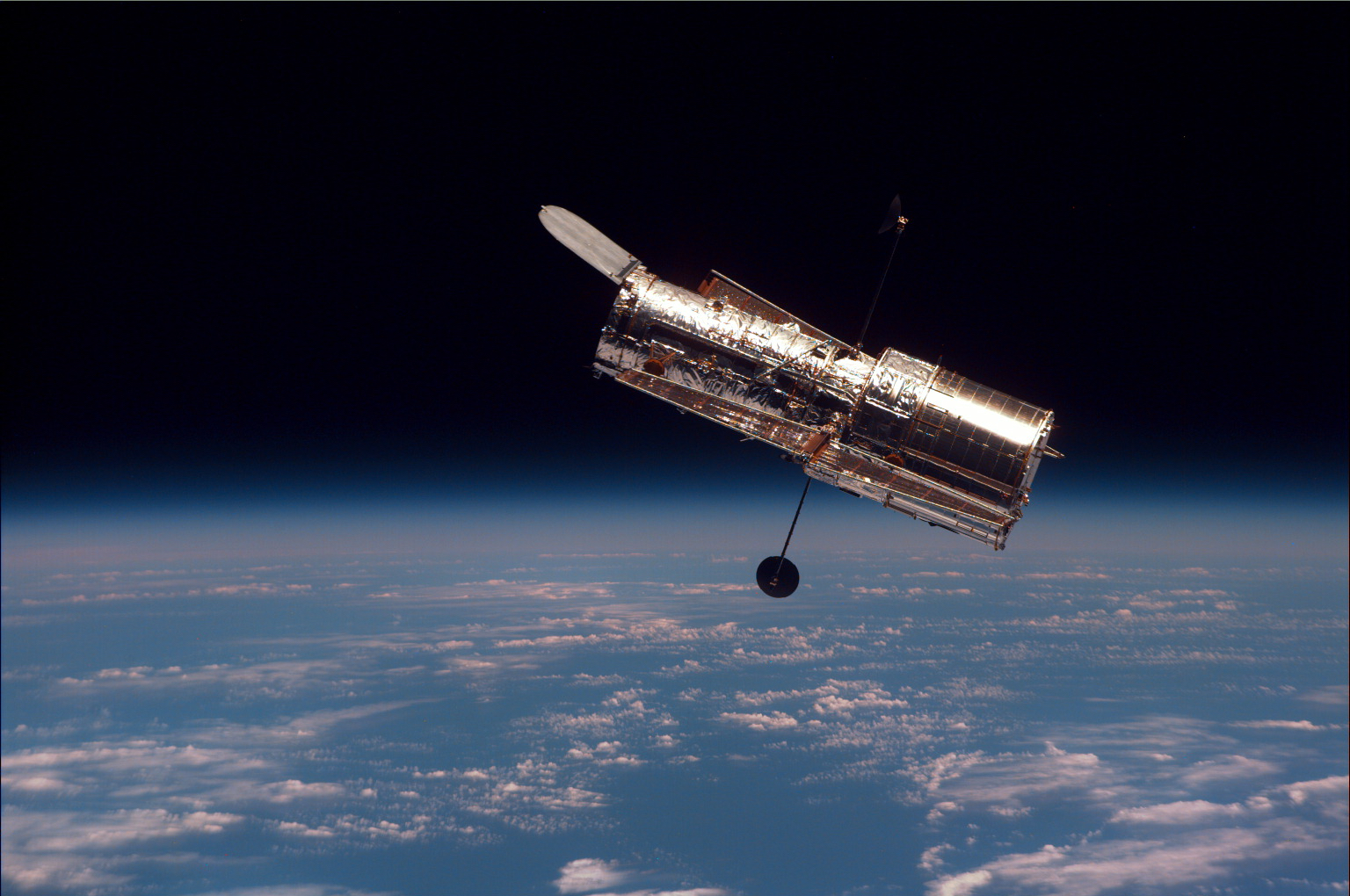
Telescópio espacial Hubble

- Satélites astronômicos, criados para observar os objetos celestes sem a interferência da atmosfera terrestre, são basicamente telescópios colocados no espaço e que permitem a observação dos fenômenos do Universo em diversos comprimentos de onda (como luz visível, raios X, infravermelho e raios gama). Isso permite que eles sejam usados para fotografar os planetas do sistema solar, descobrir a composição das estrelas e estudar fenômenos que acontecem muito distante de nós, como buracos negros e quasares, dentre outras aplicações. A NASA mantém diversos desses telescópios em órbita. O telescópio espacial Hubble, que é certamente o mais conhecido, orbita a 600 quilômetros de altitude e observa o Universo no espectro visível e ultravioleta. Alguns outros satélites são notáveis, como observatório de raios Gama Compton, o Observatório de raios-X Chandra e o Telescópio espacial Spitzer, que observa em infravermelho. (esses quatro telescópios citados fazem parte da série de grandes observatórios astronômicos da NASA).[50][51]

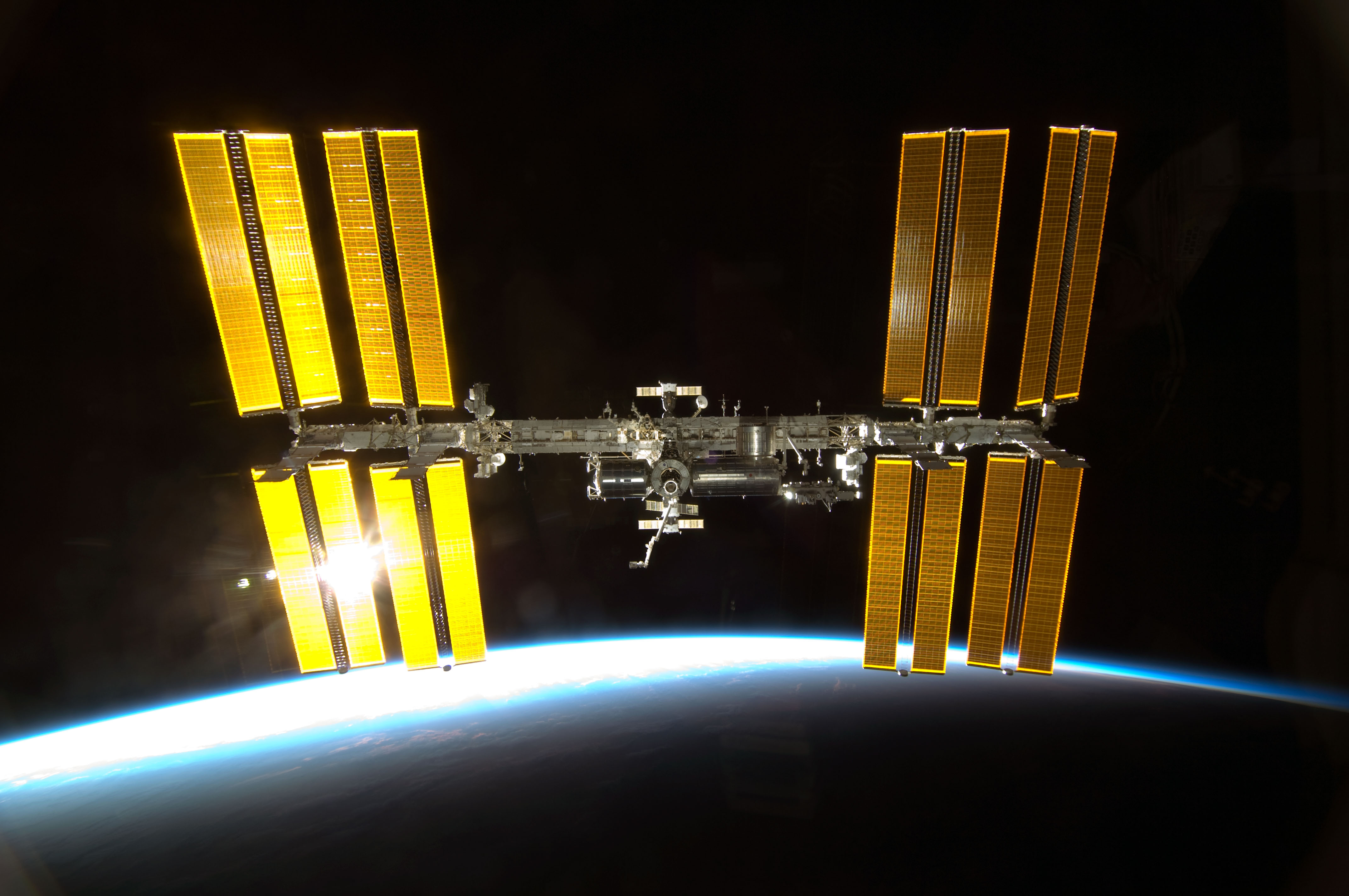
Estação Espacial Internacional

- Estações espaciais (ou estações orbitais) são espaçonaves capazes de suportar uma tripulação no espaço durante um período estendido de tempo, onde outras espaçonaves podem ancorar. As estações não possuem sistema de pouso e decolagem, por isso a carga e os tripulantes são transportados por outros veículos. As estações espaciais são utilizadas para estudar os efeitos causados pela longa permanência de seres humanos no espaço e servem como plataforma para diversos estudos que não seriam possíveis em outras naves ou na Terra.[52] Já foram colocadas em órbita diversas estações espaciais: sete da série Salyut e a Mir pela União Soviética e a Skylab pelos Estados Unidos, sendo que todas estas já foram desativadas. Atualmente existem somente duas estações espaciais.[53] A Estação Espacial Internacional começou a ser montada em 1998 e atualmente possui 90 metros de comprimento e 43 metros de largura (sem levar em conta os painéis solares) e orbita a 402 quilômetros de altura.[54] A estação espacial foi construída com a cooperação de vários países, por meio de suas respectivas agências espaciais (NASA, CSA, ESA, NASDA, RKA e  INPE).[55] O Tiangong 1 ("palácio celeste" em tradução livre) é uma estação espacial colocada em órbita pela China em setembro de 2011 que tem somente dois compartimentos e duas escotilhas de acoplamento. Até 2020 o país pretende ter sua própria estação espacial completa.[56]

- Satélites militares são utilizados para captar e retransmitir a comunicação entre as forças bélicas (como aviões, navios e submarinos). Os satélites de reconhecimento são tipos de satélites militares utilizados para fornecer informação de inteligência sobre outros países. Basicamente existem quatro tipos de satélites de reconhecimento. O primeiro utiliza imagens do território inimigo para detectar eventuais áreas de lançamentos de mísseis e movimentação de armas. O segundo tipo é o satélite que funciona como radar, detectando movimentação mesmo através das nuvens. O terceiro são satélites super sofisticados que permitem capturar o sinal de rádio e microondas emitido em qualquer parte do mundo. E por fim os satélites militares de comunicação que fazem a comunicação muito mais rápido transmitindo dados de satélites espiões para estações de recepção na Terra.[57][58] Alguns países possuem, ainda, armas antissatélites (ver: Arma espacial), que são projetadas para atingir alvos que estão em órbita da Terra. Atualmente somente Estados Unidos e China possuem meios de destruir satélites no espaço,[59] mas Índia[60] e Rússia[61] possuem planos para desenvolver esse tipo de arma.

## Indústria de satélites

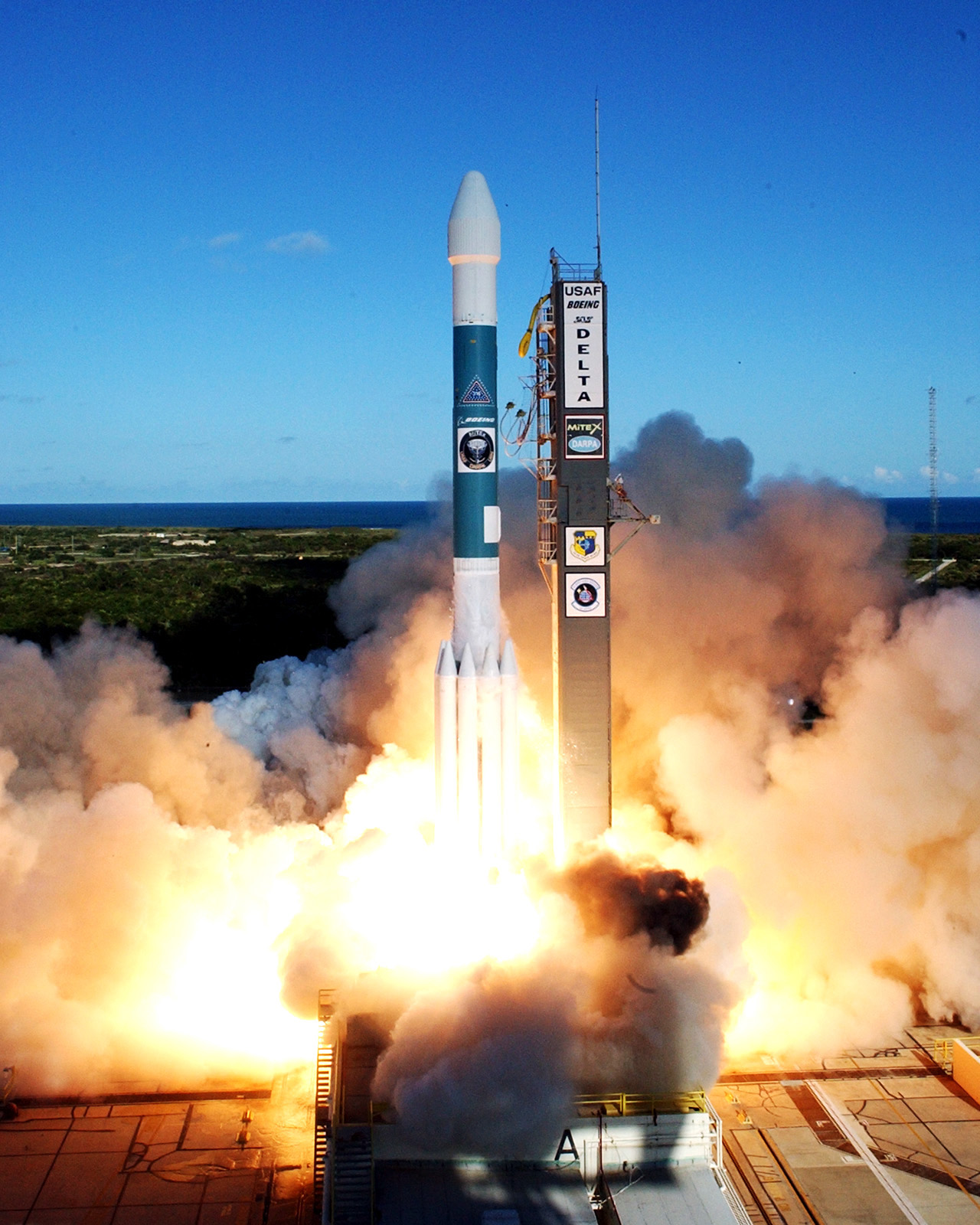
Lançamento do com dois satélites comerciais

Este segmento industrial encontra-se na interseção entre dois importantes ramos industriais, a indústria de telecomunicações e a indústria espacial. Em 2011 este segmento apresentou um crescimento de cinco por cento, atingiu um rendimento de 177,3 bilhões de dólares, o que representa quatro por cento dos lucros da indústria de telecomunicações em geral e 61 por cento dos lucros da indústria espacial em geral. A indústria dos satélites pode ser dividida em quatro segmentos. O principal deles é dos serviços prestados pelos satélites, que envolvem a transmissão de sinais de rádio, televisão e voz, além da transmissão de dados. O crescimento dos lucros desse setor em 2011 foi impulsionado principalmente pelo aumento do número de assinaturas de canais de TV, sendo que nesse ano, o número de clientes aumentou em mais de 7,3 milhões (sendo que 60% desses novos clientes encontram-se em países emergentes), atingindo 154,1 milhões em todo o mundo. Esse crescimento é favorecido também pelo aumento da oferta de canais de televisão digital principalmente nas Américas, Europa e Ásia oriental. Serviços de rádio e internet via satélite também têm apresentado crescimento, mas ainda continuam sendo serviços predominantes somente nos Estados Unidos. O outro segmento é a fabricação de novos satélites, que engloba a manufatura de todos os componentes que irão fazer parte do satélite. Este segmento cresceu 9 por cento em 2011, apresentando um rendimento de 11,9 bilhões de dólares. Apesar dos Estados Unidos produzirem somente 22% dos satélites lançados em 2011, os lucros do país representam mais da metade dos lucros globais, devido à produção voltada principalmente para satélites mais sofisticados, que são mais caros. Europa e Ásia representam 32% e 15% dos lucros mundiais, respectivamente.
O terceiro segmento é o da indústria de lançamento que, além de colocar os satélites em órbita, envolve a produção dos próprios veículos e suas peças. O crescimento das comunicações via satélite é evidenciado ainda pelo número de lançamentos. Em 2011, dos noventa lançamentos realizados, 31 foram destinados a colocar satélites de comunicação comercial em órbita, um aumento relevante em relação aos 21 lançados em 2006. Os lucros da indústria de lançamento atingiram 4,8 bilhões de dólares em 2011, sendo que a maioria dos clientes que procuram as indústrias de lançamentos de satélites são governos de diversos países. A maioria dos satélites lançados são colocados na órbita geossíncrona e na órbita terrestre baixa. Dos trinta lançamentos comerciais em 2011, quatorze foram da Europa, oito da Rússia, três dos Estados Unidos e da China e dois de empresas multinacionais. E por fim o quarto segmento é o dos equipamentos de controle em terra, com diversos terminais de controle, antenas entre outros equipamentos.

### Mercado mundial
O principal segmento de serviços prestados pelas empresas que possuem satélites em órbita consiste na transmissão de sinal de rádio e televisão (broadcasting) que são transmitidos diretamente para a residência dos consumidores (Direct to Home broadcasting). Somente no ano de 2007, os lucros deste segmento chegaram a mais de 57 bilhões de dólares. As principais empresas desse ramo são a Dish Network e DirecTV, ambas com sede nos Estados Unidos. Embora a transmissão de sinal de TV predomine, o mercado de transmissão de sinal de rádio tem crescido substancialmente nos últimos anos, passando de cerca de 13 800 para mais de 17 mil assinantes entre 2006 e 2007.

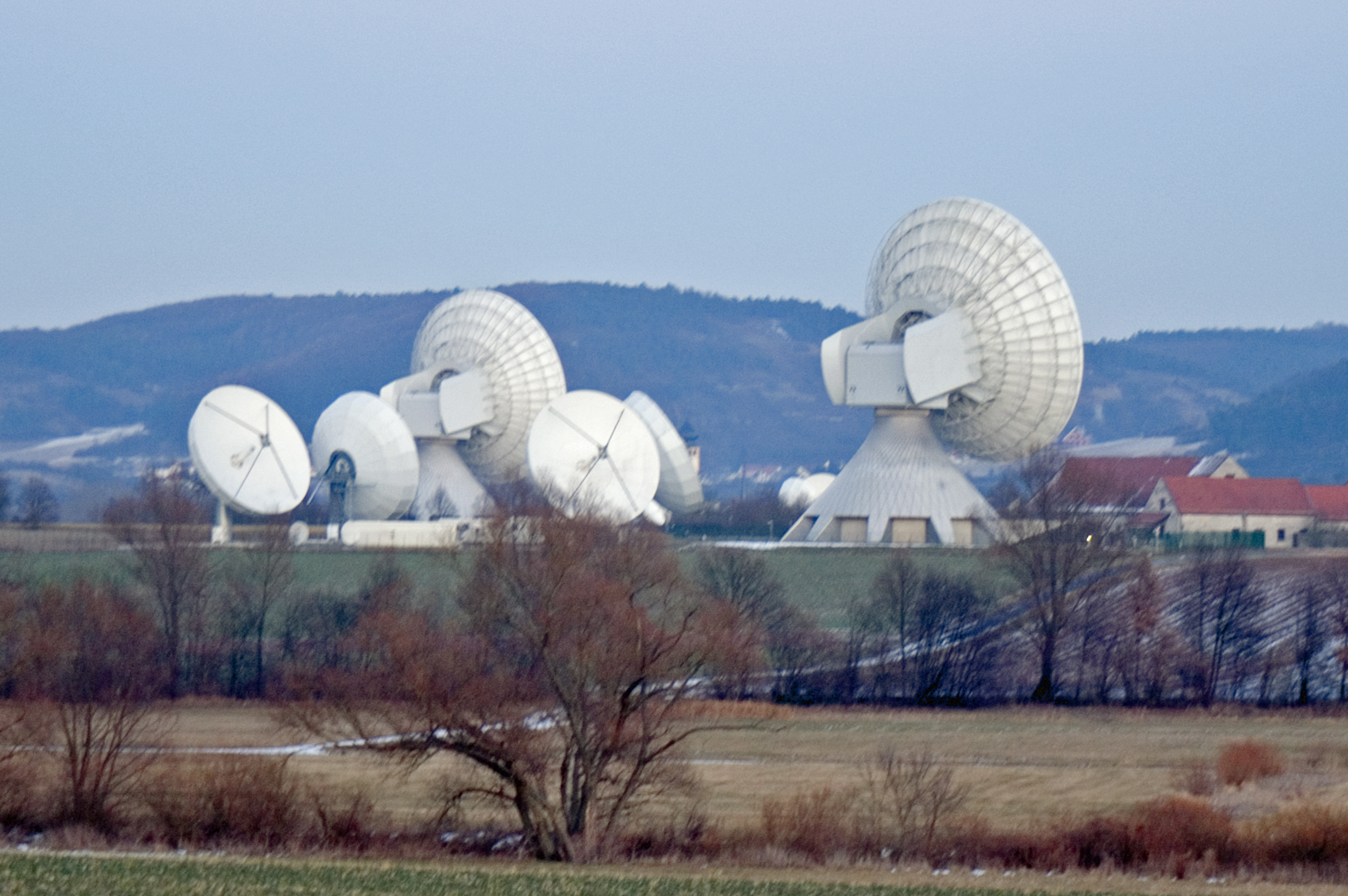
Estação de controle da Intelsat na Alemanha

O setor de serviços fixos de satélites, que correspondem à transmissão de dados, também tem crescido nos últimos tempos graças ao aumento da demanda dos países em desenvolvimento. Esse mercado ao longo dos anos tem passado por profundas mudanças, na qual pequenas companhias que operam satélites são compradas por outras maiores. As empresas SES (Sociedade Europeia de Satélites, com sede em Luxemburgo), Intelsat, Eutelsat e Telesat são as quatro maiores empresas do segmento e juntas representam mais de setenta por cento do mercado mundial. Os serviços de sensoriamento remoto também são outro importante setor dos serviços de empresas de satélites. As empresas GeoEye e DigitalGlobe são as líderes no oferecimento de imagens de alta resolução da superfície do planeta, que são utilizadas para diversas finalidades, inclusive disponibilizadas em programas como Google Earth. Serviços de comunicação móveis fornecem comunicação global com uma rede de satélites que cobrem o mundo todo. As principais empresas desse segmento são Globalstar, Iridium, Orbcomm e Inmarsat.

### Usos militares e militarização do espaço
Como os satélites fornecem comunicação global, são uma ferramenta essencial para qualquer força armada moderna. A utilização desses satélites já não é mais exclusividade somente das principais potências espaciais, e grande parte dos países já possui esse tipo de satélite em órbita. Entretanto, estatísticas sobre essas atividades são difíceis de serem feitas por causa das limitações de acesso às informações. Entretanto, de acordo com o Instituto Internacional de Pesquisas sobre a Paz de Estocolmo (SIPRI), os gastos militares chegaram a 1,3 trilhão de dólares em 2007, sendo que 45% desses gastos foram somente dos Estados Unidos. Outros países também investem significativamente na indústria de satélites militares, como o Canadá e Brasil na América; China, Índia, Japão, Coreia do Sul e Rússia na Ásia; Irã e Israel e Turquia no Oriente Médio e Bélgica, França, Alemanha, Itália, Espanha, Suécia e Reino Unido na Europa. A maior parte dos satélites de utilização militar em órbita são utilizados para navegação e reconhecimento.
Internacionalmente concorda-se que o espaço deve ser usado para propósitos pacíficos que beneficiem toda a humanidade. A Organização das Nações Unidas aprovou o Tratado do Espaço Sideral para utilização do espaço para fins pacíficos, em vigor desde 1967. Dentre os princípios básicos desse acordo pode-se destacar o direito espacial (Astropolítica) que qualquer país tem de explorar o espaço, e nenhum pode declarar soberania sobre outros locais do espaço ou em outros corpos celestes, como a Lua; os países não podem colocar armas atômicas em órbita e devem evitar a contaminação e poluição do espaço ou de outros corpos celestes. No fim do ano 2000, a assembleia geral da ONU aprovou uma resolução para evitar a "corrida de armas espaciais", com 163 votos a favor, nenhum contra e três abstenções, uma delas dos Estados Unidos.

A superioridade espacial não é o nosso direito de nascimento, mas é o nosso destino... a superioridade espacial é a nossa missão diária. A supremacia espacial é a nossa visão para o futuro.

- General Lance Lord, Chefe do comando espacial da Força Aérea Americana (publicado pelo jornal The New York Times em 18 de maio de 2005).
Desde o governo de George W. Bush e principalmente após os atentados terroristas em 2001, o governo americano deixou claro os desejos de expandir as suas capacidades militares e ter armas no espaço. Em 2006, Bush autorizou uma nova política espacial para o país, cujo um dos artigos falava sobre o uso pacífico do espaço por todas as nações. Entretanto, também para "propósitos pacíficos", os Estados Unidos teriam direito de perseguir seus interesses relacionados ao espaço na área de defesa e de inteligência. Com um intenso desenvolvimento tecnológico dos últimos anos, a China pode ser considerada uma possível adversária na corrida armamentista espacial, principalmente após os testes feitos pelo país para destruir satélites no espaço, o que causa muita preocupação no cenário internacional. Com o crescimento econômico chinês, aumentam também os investimentos na área militar, o que significa o desenvolvimento de armas e artefatos militares mais modernos e poderosos. Mas a maior preocupação dos americanos está num futuro mais distante, quando o crescimento tecnológico chinês puder de fato tirar a liderança dos Estados Unidos no domínio do espaço. Por isso, o país procura formar novas alianças, principalmente com a Índia, para servir como uma peça-chave no caso de uma "segunda guerra fria", desta vez entre os americanos e os chineses.

## Observação

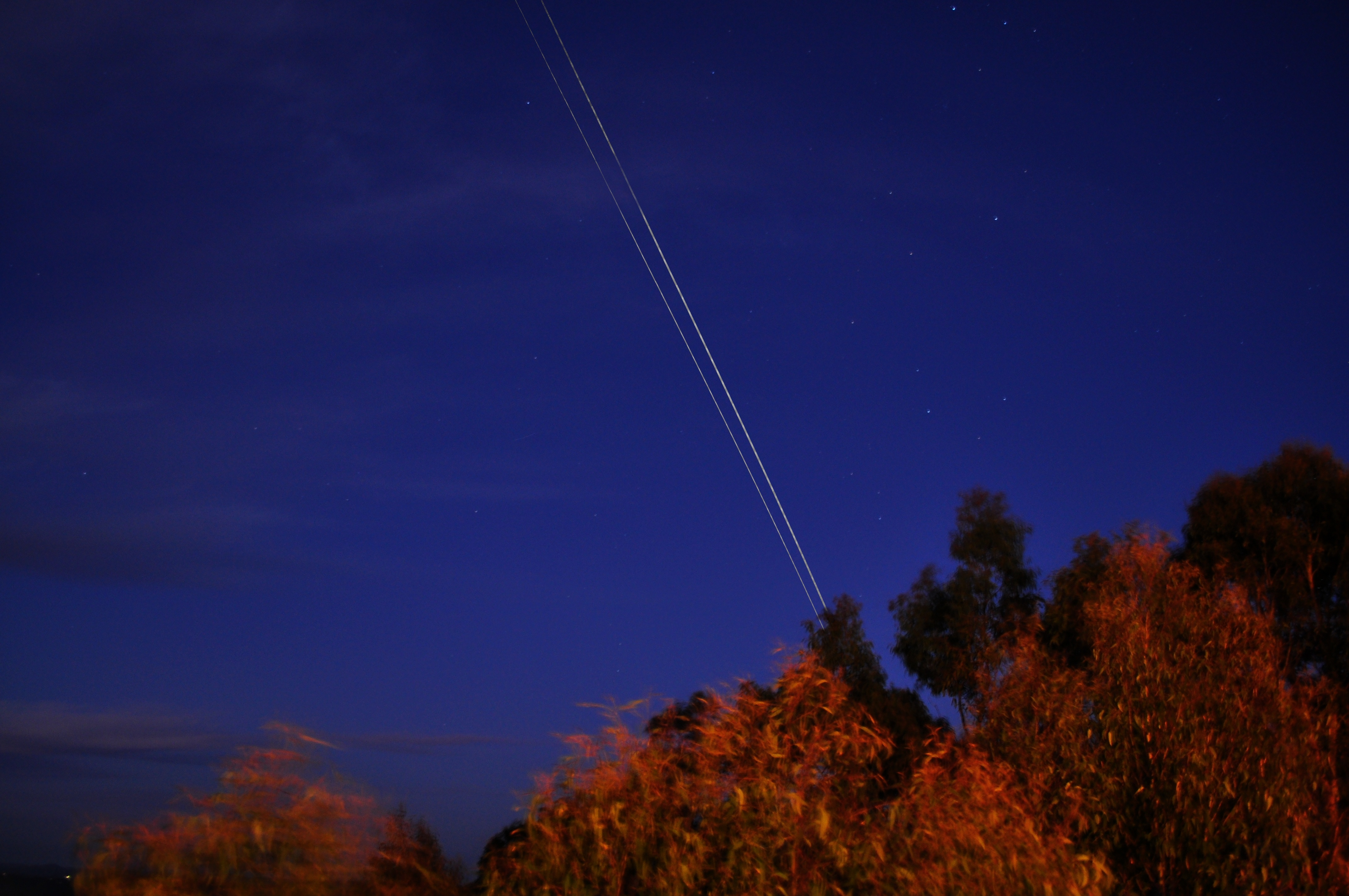
Nesta foto de alguns segundos de exposição é possível ver o traço da passagem da Estação Espacial Internacional e do ônibus espacial Atlantis

É possível observar satélites a olho nu cruzando o céu durante a noite. Isso acontece porque durante algumas horas depois do pôr do sol e algumas horas antes do nascer do sol, a luz solar não mais atinge o observador na Terra, mas o satélite que está numa altitude elevada continua recebendo-a, e sua superfície que geralmente é metálica reflete a luz, que um observador verá como uma estrela que se move no céu. Geralmente o brilho desses corpos é fraco, com uma magnitude entre 4 e 5, mas satélites maiores, como a Estação Espacial Internacional podem ser bem mais brilhantes que isso. Eventualmente algumas superfícies espelhadas nos satélites refletem diretamente a luz solar para um observador, que verá um aumento de brilho súbito no satélite que dura alguns segundos. Esse fenômeno é conhecido como flare de satélite. Existem diversos programas de computador e sítios eletrônicos disponíveis gratuitamente que fazem a previsão da passagem de satélites bem como da ocorrência de flares. Um dos mais conhecidos é o sítio eletrônico Heavens-Above, onde se pode prever a passagem de satélites para qualquer local do mundo.

## Satélites em outros corpos celestes

### Lua

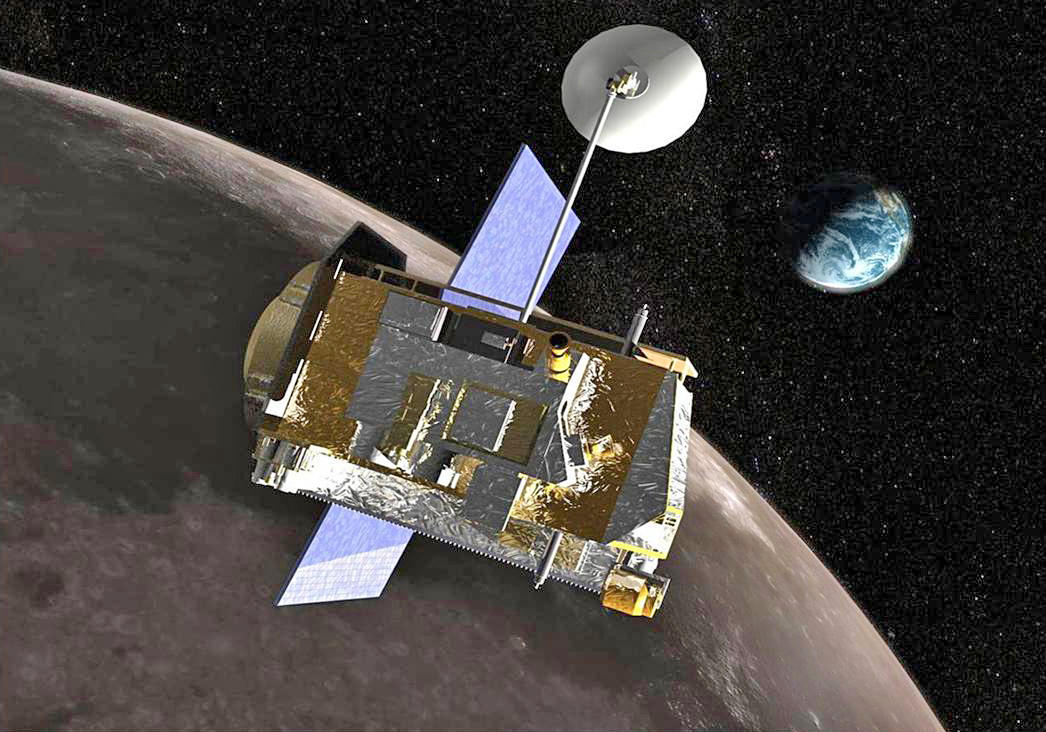
Lunar Reconnaissance Orbiter

A Lua foi o primeiro corpo celeste a possuir um satélite artificial. Depois de diversas tentativas de se mandar satélites para pousar e orbitar a Lua, a União Soviética saiu na frente fazendo o primeiro pouso controlado em 1966 com a Luna 9 e o primeiro satélite colocado em órbita lunar, a Luna 10, que transmitiu dados durante dois meses, totalizado 460 voltas em torno da Lua. No mesmo ano, os Estados Unidos lançaram o Lunar Orbiter 1, o primeiro satélite americano a orbitar o satélite natural da Terra. Em 1968 a missão Apollo 8 levou três astronautas a serem os primeiros seres humanos a orbitar a Lua, servindo como teste para a Apollo 11. Desde então Japão, China, Índia e a Agência Espacial Europeia lançaram missões para estudar a Lua, colocando satélites em órbita. Atualmente quatro satélites orbitam a Lua: o chinês Chang'e 2 lançado em 2010, o Lunar Reconnaissance Orbiter lançado em 2009 e o Gravity Recovery and Interior Laboratory, composto de duas sondas (Ebb e Flow), lançadas no fim de 2011. Esses três últimos são operados pela NASA.

### Vênus e Mercúrio

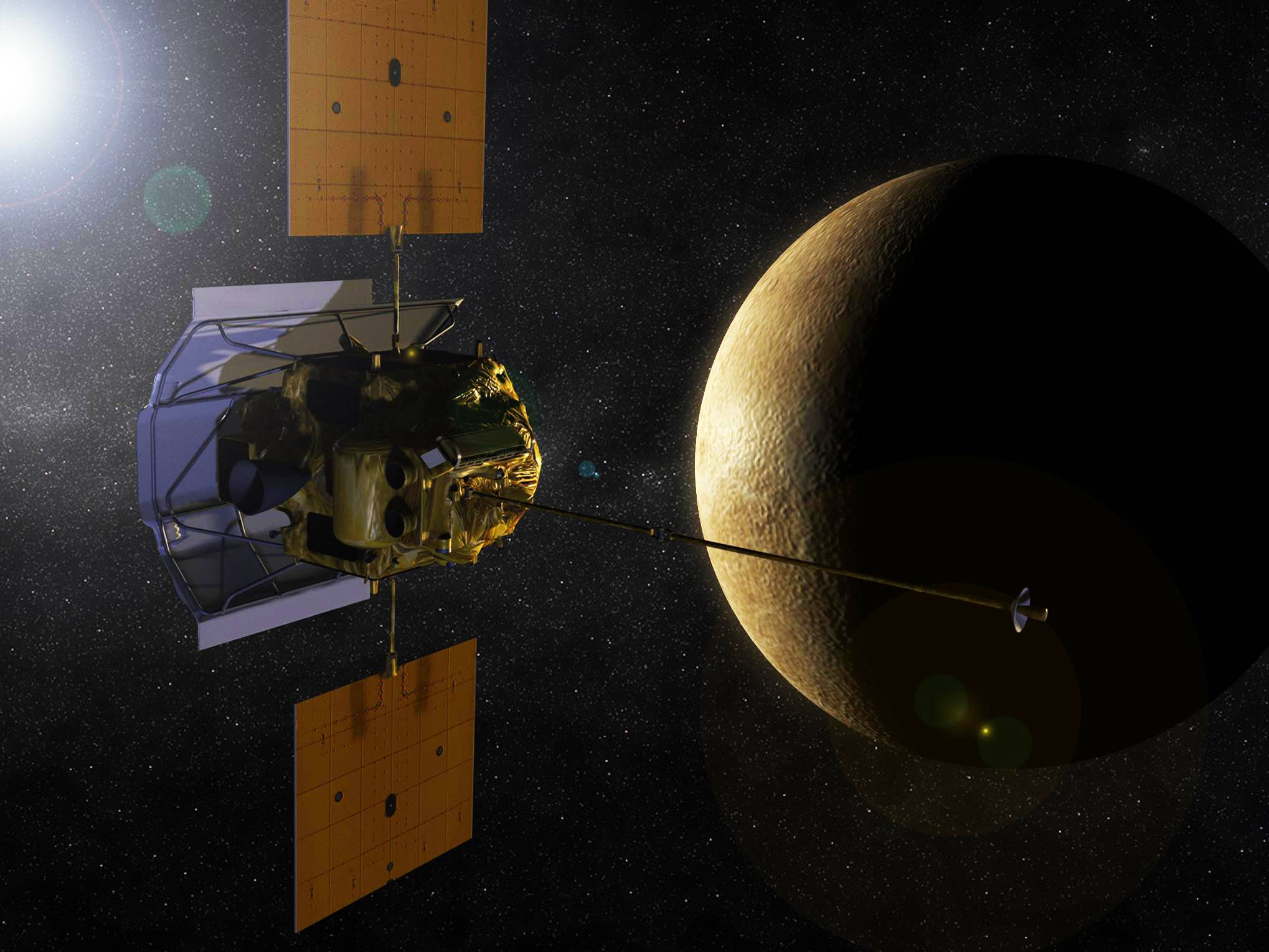
Sonda MESSENGER

A partir de 1961 foram feitas as primeiras tentativas para atingir o planeta Vênus a sonda Venera 9, do programa soviético se tornou a primeira a orbitar o planeta em 1975, seguida pela Venera 10 no mesmo ano. Ambas carregavam uma sonda que foi enviada à superfície do planeta, de onde transmitiram dados e imagens da superfície do planeta. Três anos depois foi enviado a Vênus o primeiro satélite americano a orbitar o planeta, o Pioneer Venus 1 (que fazia parte do Projeto Pioneer Venus, que permaneceu em órbita até 1992, quando seu combustível acabou e o satélite caiu no planeta. Em 1989 o satélite Magellan, enviado pela NASA, mapeou mais de 98% da superfície venusiana com uma resolução de cerca de cem metros, sendo que permaneceu em órbita até 1994. Atualmente a sonda Venus Express, a primeira enviada pela ESA é o único satélite orbitando o planeta. O Japão lançou em 2010 a sonda Akatsuki que deveria entrar em órbita do planeta no mesmo ano, mas isso não ocorreu. Entretanto, um retorno da sonda a Vênus ocorrerá em 2015, quando será feita uma nova tentativa de colocar o satélite em órbita.
A primeira e única sonda a orbitar o Mercúrio foi lançada em 2004 e entrou em órbita somente em 2011. A sonda MESSENGER (do inglês MErcury Surface, Space ENvironment, GEochemistry and Ranging ,"Superfície, Ambiente Espacial, Geoquímica e Amplitude de Órbita de Mercúrio") antes de chegar ao planeta, passou por Vênus entre 2006 e 2007. Antes disso somente uma sonda havia passado por Mercúrio, a Mariner 10.

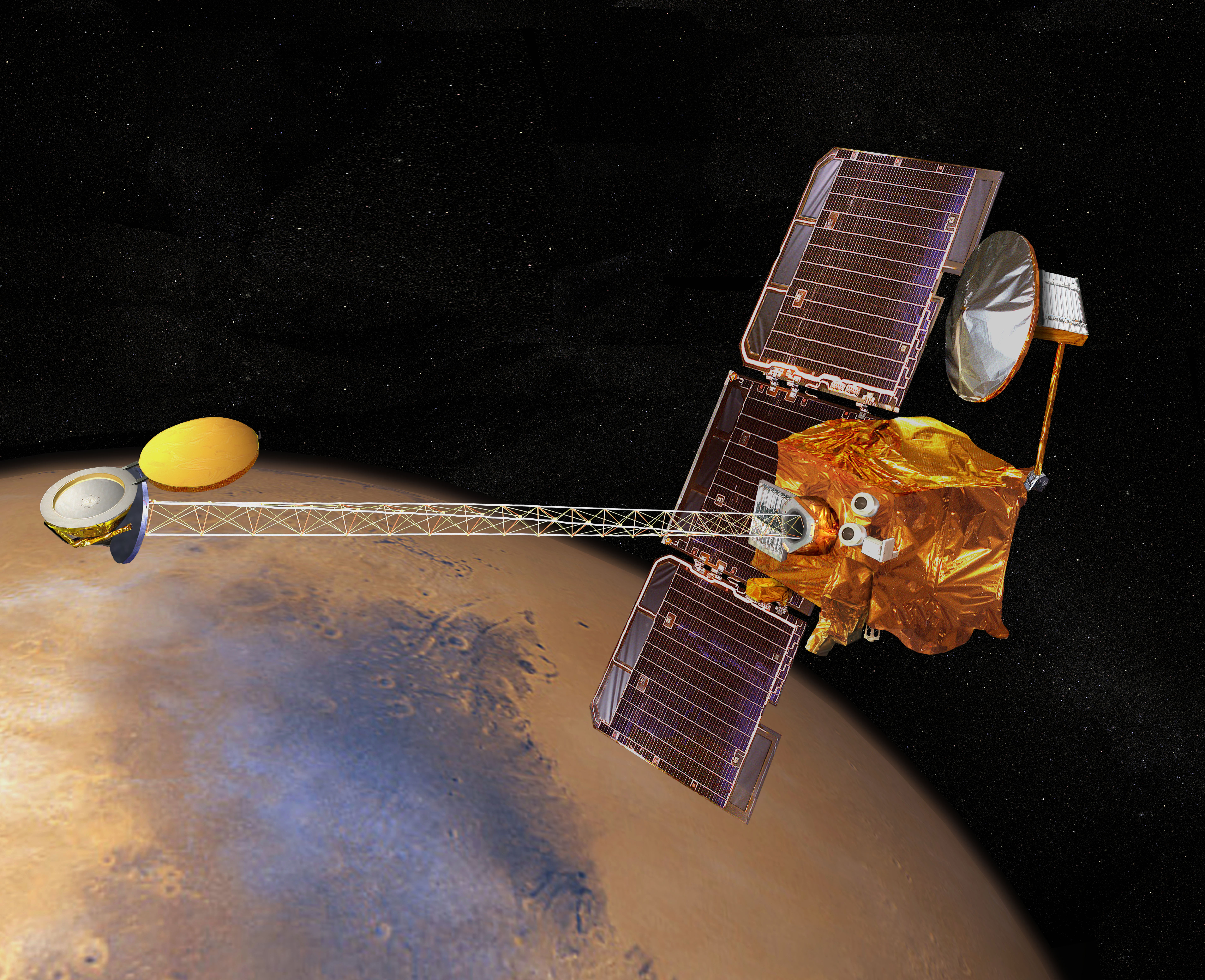
2001 Mars Odyssey

### Marte
Em 1971, depois de diversas tentativas feitas tanto pelos Estados Unidos quanto pela União Soviética, foi colocado o primeiro satélite em torno do planeta vermelho, o Mariner 9, que também foi o primeiro satélite artificial a orbitar outro planeta. No mesmo ano os satélites Marte 2 e Marte 3 foram enviados pela União Soviética. Enquanto a parte da missão que envolvia a colocação das naves em órbita foi completada com sucesso, o envio de sondas à superfície foi comprometido por causa da enorme tempestade de poeira que atingia todo o planeta. Diversas missões foram enviadas ao planeta, mas mais da metade tiveram problemas. Entretanto algumas missões se destacaram, como o lançamento em 1996 do satélite Mars Global Surveyor que enviou dados até 2006. Atualmente os satélites Mars Reconnaissance Orbiter (lançado em 2006 pela NASA), Mars Express (lançado em 2003 pela ESA) e 2001 Mars Odyssey (lançado em 2001 pela NASA) são os únicos operacionais em torno do planeta vermelho.

### Além de Marte

Impressão artística de Cassini em Saturno

A sonda Galileu foi enviada pela NASA para o planeta Júpiter. Lançada em 1989, fez diversas passagens próximo a satélites jovianos antes de entrar em órbita do planeta em 1995 onde permaneceu até 2003, quando foi enviada para destruição na atmosfera do planeta. Em 1990 a sonda Ulysses, cuja função principal era estudar as regiões polares do Sol, foi enviada em direção a Júpiter em 1990. A intenção dos cientistas era usar a gravidade do planeta para colocar a sonda em órbita polar em torno do Sol, o que aconteceu com sucesso em 1992, e a sonda enviou dados até o fim da missão em 2009 sem maiores problemas. Em 1996 a sonda NEAR Shoemaker foi enviada para orbitar o asteroide Eros durante um ano e depois ainda pousou no asteroide mesmo sem ser projetada para isso. A missão terminou em fevereiro de 2001. Em 2003 outra sonda, a Hayabusa, orbitou o satélite Itokawa e retirou amostras que foram trazidas à Terra em 2010. Atualmente a sonda Cassini-Huygens orbita o planeta Saturno, que carregava a sonda Huygens, que aterrissou em Titã, uma das luas de Saturno. A missão está prevista para terminar em 2017. Em 2011 foi lançada a sonda Juno, que está prevista para entrar em órbita polar em torno de Júpiter para estudar em detalhes a atmosfera do planeta. A sonda Dawn lançada em 2007 passou pelo asteroide Vesta em 2011 e está prevista para entrar em órbita em torno do planeta anão Ceres em 2015.